# Ceslaw Bojarski
Ceslaw (Czesław) Bojarski (* 15. Dezember 1917 in Polen; † 2. Mai 2003) war ein französisch-polnischer Fälscher. Er wurde in den 1960er Jahren für seine mit hoher Genauigkeit gefälschten 100-Franc-Banknoten berühmt.
Bojarski fälschte aus einer finanziellen Not heraus Banknoten. Die gefälschten Banknoten ließen sich nur schwer von den Originalen unterscheiden. Sämtliche Arbeitsschritte zur Herstellung führte er allein in einem Kellerversteck in seiner Villa aus. Es dauerte 13 Jahre, bis er durch einen Zufall gefasst werden konnte. Die Verfolger nannten ihn anerkennend „Leonardo da Vinci der Geldfälscher“.

## Leben
Bojarski wurde am 15. Dezember 1917 in Polen geboren. Er studierte an der Politechnika Gdanska in Danzig. Als Offizier der polnischen Armee geriet er während des Zweiten Weltkrieges in ungarische Gefangenschaft. Es gelang ihm allerdings nach Frankreich zu fliehen. Auch nach dem Zweiten Weltkrieg blieb er in Frankreich. Dort heiratete er eine Französin aus gutbürgerlichem Haus. Am 17. Januar 1964 wurde er von Hauptkommissar Émile Benhamou verhaftet und später zu 20 Jahren Gefängnis verurteilt. Für den weiteren Verlauf gibt es unterschiedliche Aussagen. Eine Quelle berichtet davon, dass er während der Gefangenschaft verstorben sei. Eine andere sagt aus, dass er nach 13 Jahren wegen guter Führung entlassen worden ist.

## Werk
Bojarski versuchte sich in verschiedenen Erfindungen, unter anderem einem elektrischen Rasierapparat. Der finanzielle Erfolg blieb jedoch aus. Eine Anstellung als Ingenieur in Frankreich erhielt er  nicht, vermutlich aufgrund seiner schlechten Französischkenntnisse.
In einem Kellerversteck seiner Villa begann er Banknoten zu fälschen. Von der Papierherstellung bis zum Druck übernahm er jeden Produktionsschritt selbst. Die gefälschten Banknoten brachte er äußerst vorsichtig in Umlauf. So bezahlte er niemals mit mehr als einer gefälschten Banknote und stets an wechselnden Orten. Dies machte es seinem Verfolger, dem Hauptkommissar Émile Benhamou (spezialisiert auf Geldfälscher) schwer. Benhamou ging von einer siebenköpfigen Geldfälscherbande aus. Nach der Ergreifung Bojarskis bezeichnete Benhamou ihn als Genie. Wegen der Präzision der Fälschungen bekam Bojarski vom Time Magazine den Titel „Leonardo da Vinci der Geldfälscher“  verliehen.

## Film
- IMDB Der Film Le jardinier d’Argenteuil (in Deutschland: „Blüten, Gauner und die Nacht von Nizza“) basiert auf der Geschichte von Bojarski